# Zygmunt Apostoł
Zygmunt Apostoł (* 5. Juni 1931 in Kattowitz, Polen; † 6. August 2018 in Wiesbaden) war ein polnischer Film-, Fernseh- und Theaterschauspieler, der auch als Sänger und Pianist auftrat sowie Schlager komponierte und von 1980 bis zu seinem Tod in Wiesbaden lebte und arbeitete.

## Leben
Apostoł besuchte in seiner Heimatstadt die Musik-Oberschule in der Piano-Klasse. In den Jahren 1955 bis 1958 arbeitete er am Teatr Satyry und Rozmaitości in Kattowitz und danach für zwei Jahre an der Schlesischen Operette in Gliwice. 1960 legte er extern die Prüfung als Schauspieler ab. Ab 1960 ging er zuerst zum Teatr Estrada in Stettin und zur Operette und der Oper in derselben Stadt, wo er 1967 den Bernstein-Ring erhielt. Von 1968 bis 1979 wirkte er an der Operetka Warszawska. Von dort ging er 1978 auf eine Tour in die USA und 1979 im Rahmen des Kulturaustauschs in die Bundesrepublik Deutschland, wo er zuerst in Neuss am Theater arbeitete.
Apostoł erhielt 1980 ein Engagement am Staatstheater Wiesbaden, wo er bis zum Ende der Spielzeit 2013/2014 regelmäßig, nicht nur mit seinen Erfolgsstücken wie Die Sternstunden des Josef Bieder oder Der Turm auf der Bühne stand. Nachdem Uwe Eric Laufenberg zur Spielzeit 2014/15 die Intendanz am Staatstheater Wiesbaden übernommen hatte, wurde Apostoł auf der Website des Theaters nicht mehr als Ensemblemitglied geführt, auch trat er in den Besetzungslisten nicht mehr in Erscheinung.
Apostoł starb nach längerer Krankheit am 6. August 2018 in Wiesbaden.

## Preise und Auszeichnungen
- 1978: 2. Preis Sopot Festival

## Filmografie (Auswahl)
- 1967: Boxer (Bokser)
- 1969: Ich warte in Monte Carlo (Czekam w Monte Carlo)
- 1970: Die Sache mit Bronek (Prawdzie w oczy)
- 1971: Ich hasse Montage (Nie lubię poniedzałku), mit Kazimierz Witkiewicz, Regie: Tadeusz Chmielewski
- 1971: Das Miniauto und die Tempelherren (TV-Serie, 2 Folgen)
- 1991–1993: Ein Fall für zwei (TV-Serie, 4 Folgen)
- 1994: Die Kommissarin (TV-Serie, 1 Folge)
- 1995: Schwarz greift ein (TV-Serie, 1 Folge)